# Arundinaria gigantea
Espèce
Arundinaria gigantea est une espèce de plantes monocotylédones de la famille des Poaceae, sous-famille des Bambusoideae, originaire des États-Unis. C'est un bambou, graminée vivace aux rhizomes allongés, leptomorphes, et aux tiges ligneuses dressées (ou cannes) qui peuvent atteindre 10 mètres de long et 7 cm de diamètre. Cette espèce, ainsi que les autres espèces du genre Arundinaria formaient autrefois des peuplements denses, appelés canebrakes, dans le Sud-Est des États-Unis. Ces formations qui étaient caractéristiques du paysage de ces régions sont aujourd'hui un écosystème en danger d'extinction.

## Liste des sous-espèces et variétés
Selon The Plant List (15 juin 2017) :
- sous-espèce Arundinaria gigantea subsp. tecta (Walter) McClure

Selon Tropicos (15 juin 2017) (Attention liste brute contenant possiblement des synonymes) :
- sous-espèce Arundinaria gigantea subsp. gigantea (Walter) Muhl.
- sous-espèce Arundinaria gigantea subsp. macrosperma (Michx.) McClure
- sous-espèce Arundinaria gigantea subsp. tecta (Walter) McClure
- variété Arundinaria gigantea var. gigantea
- variété Arundinaria gigantea var. tecta (Walter) Scribn.

### Clé de détermination
- Branches primaires avec 0–1 internoeud; internoeud avec sillon; feuilles caduques : A. gigantea
- Branches primaires avec 2-5 internoeud; internoeud aérien généralement circulaires sans sillon; feuilles persistantes ou tardivement caduques :
  - Feuilles : coriaces, persistantes, côté supérieur pubescent ou glabre, nervures très marquées, feuilles du sommet 20-30 cm de long. Longueur des branches primaires supérieur à 50 cm. Nœud basals avec branches secondaires : A. tecta
  - Feuilles : parcheminées, caduques, côté supérieur très pubescent ou glabre, nervures faiblement marquées; feuilles du sommet 9-22,5 cm de long. Longueur des branches primaires inférieures à 35 cm. Nœuds basals sans branches secondaires : A. appalachiana